# Lucchesino da Firenze
Lucchesino da Firenze, pseudonimo di Lucchesino Aleta (fl. XIII-XIV secolo), è stato un politico italiano.
Venne eletto nel 1272 da Carlo I d'Angiò capitano della città dell'Aquila; durante il suo mandato fece erigere la Fontana della Rivera da Tancredi da Pentima, dotò la città di mura, suddividendola nei tradizionali Quarti, e scelse Guelfo da Lucca come capitano di giustizia.